# All Over the World
«All Over the World» es una canción del grupo británico Electric Light Orchestra. La canción, compuesta por Jeff Lynne, fue también publicada como el tercer sencillo de la banda sonora de la película Xanadu, tras «I'm Alive» y «Xanadu», en agosto de 1980.
Publicada pocos meses después del éxito del anterior sencillo, «Xanadu», en el que la Electric Light Orchestra colaboró con Newton-John, supuso el tercer sencillo de la ELO publicado en 1980 en alcanzar los veinte primeros puestos de la lista Billboard Hot 100, al alcanzar la posición 13.
La canción fue también interpretada en el musical de Broadway Xanadu. Una sección de la canción cita varias ciudades como Londres, Hamburgo, París y Roma, además de un suburbio de Birmingham en el que nació Jeff Lynne.  

## Posición en listas
| País           | Lista                                      | Posición |
| -------------- | ------------------------------------------ | -------- |
| Australia      | Australian Kent Music Report Singles Chart | 78       |
| Canadá         | RPM Top Singles                            | 3        |
| Países Bajos   | GfK Chart                                  | 10       |
| Francia        | SNEP Singles Chart                         | 4        |
| Alemania       | Media Control Charts                       | 27       |
| Irlanda        | Irish Singles Chart                        | 12       |
| Reino Unido    | UK Singles Chart                           | 11       |
| Estados Unidos | Billboard Hot 100                          | 13       |
| Estados Unidos | Cash Box Top 100 Singles                   | 14       |
| Estados Unidos | Record World Singles                       | 8        |